# Сейм Королевства Польского
Ва́льный сейм — сословно-представительный орган Королевства Польского в XV — первой половине XVI веков. Носил аристократический характер. Доминирующее положение имели крупные землевладельцы. После заключения в 1569 году Люблинской унии большинство из тех, кто имел право принимать участие в работе сейма Королевства Польского, получили место в объединённом сейме Речи Посполитой.

## Возникновение

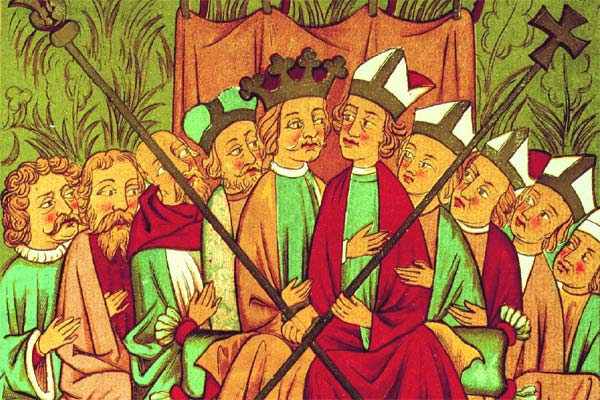
Вече во время правления Казимира Великого (XIV век)

История сейма корнями уходит к славянским вечевым традициям и связана с эволюцией сословной системы в Польше, приведшей к формированию структур сословно-представительской демократии. В 1180 году был проведён сейм в Ленчице. Вальные (общие) сеймы начали проводиться с начала XV века как результат увеличения роли привилегированного сословия — шляхты — в управлении государством. Борьба шляхты за расширение политического влияния привела к существенному ограничению королевской власти, закреплённому в целом ряде документов, важнейшими из которых были Нешавские статуты и Nihil novi.

## Состав
До 1468 года в сеймах участвовали только высшие аристократы и государственные деятели, но на сейм 1468 года были избраны депутаты от разных местностей. Хотя все магнаты могли участвовать в вальном сейме, с ростом влияния сеймиков в XV веке, стало обычным выбирать на них депутатов на вальный сейм. Со временем это привело к тому, что вся законодательная власть сконцентрировалась у вального сейма.

## Место проведения

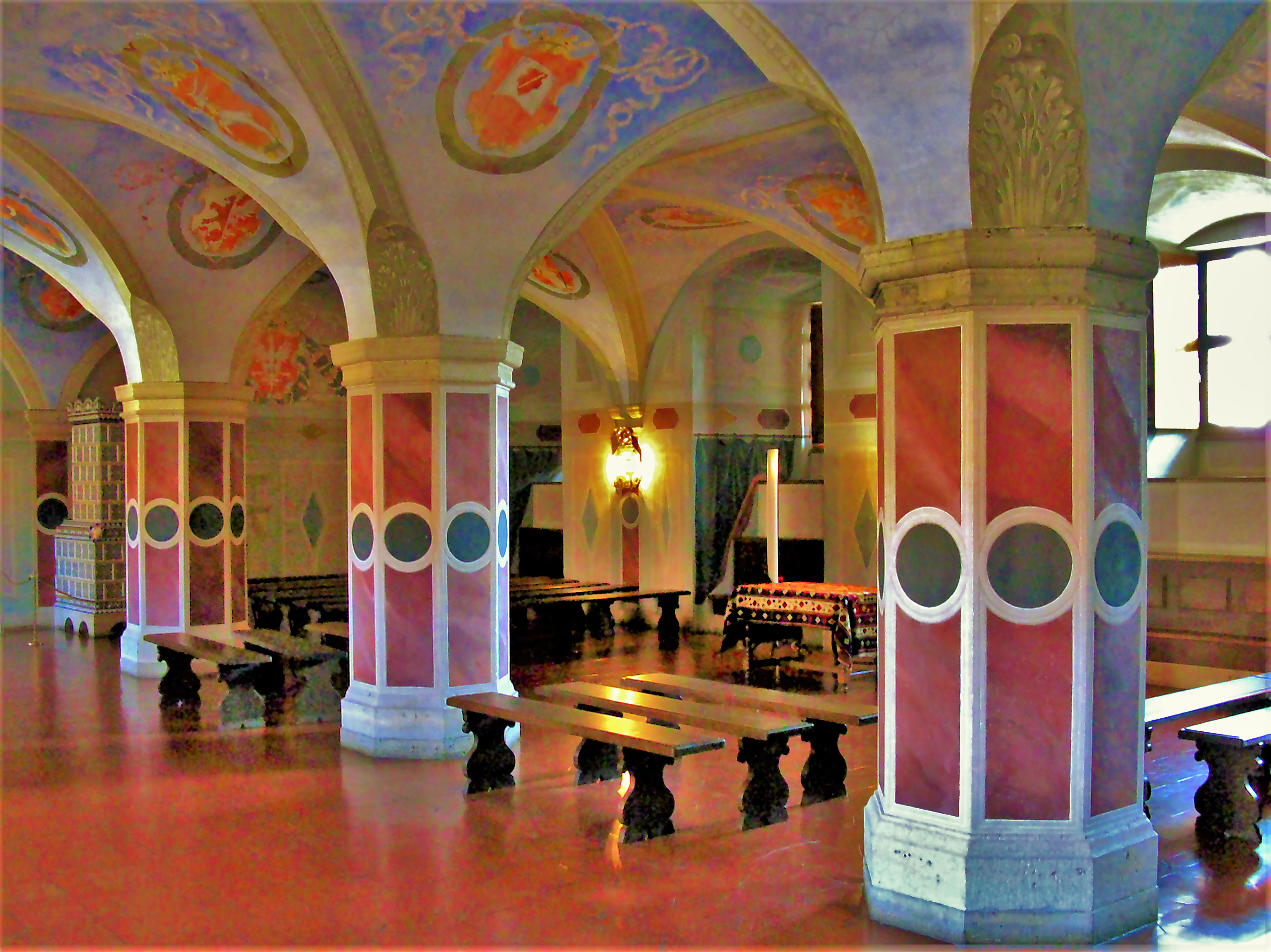
Старый зал Королевского дворца в Варшаве, XVI век
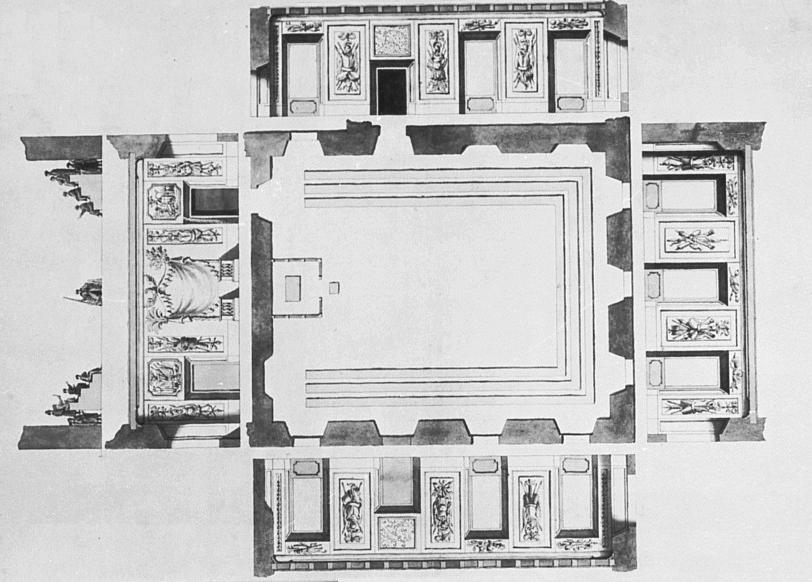
Новый зал Королевского дворца в Варшаве, конец XVII века
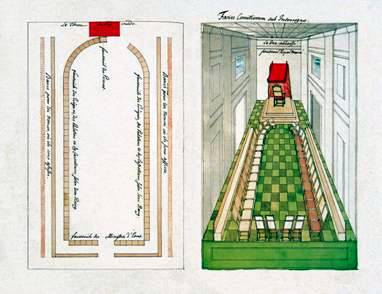
Зал сената в Королевском дворце Варшавы
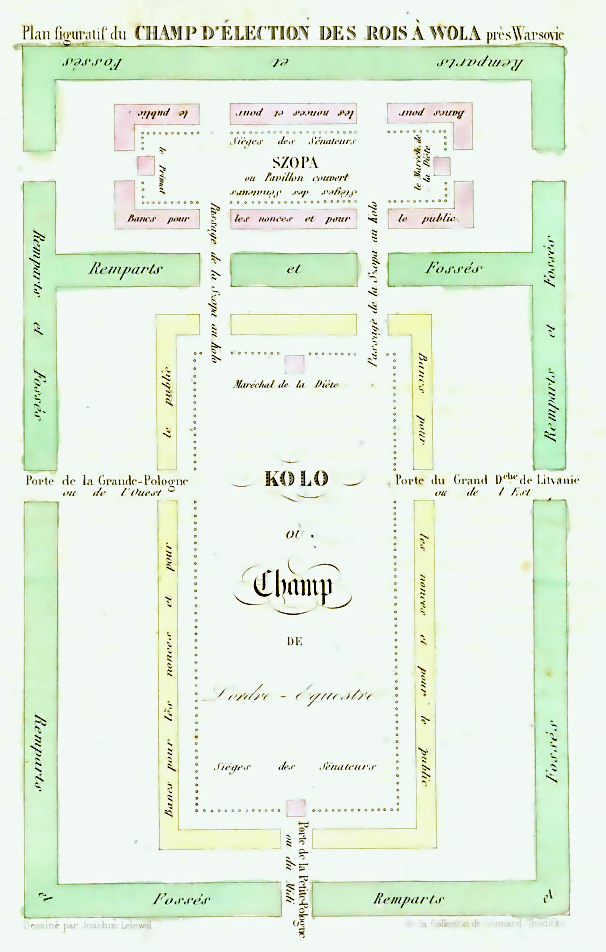
План лагеря на элекционном сейме в Воле, около Варшавы

До заключения Люблинской унии сеймы Польского королевства проходили в городе Пётркув-Трыбунальский, который расположен между двумя главными польскими провинциями: Великой и Малой Польшей. Иногда правда сейм проходил в других местах, чаще всего в Кракове, где прошли 29 собраний. Также сейм проходил в Бресте (1653), Быдгоще (1520), Енджеюве (1576), Коло (1577), Корчине (1511), Люблине (1506, 1554, 1566, 1569), Познане (1513), Сандомире (1500, 1519), Торуне (1519, 1577), и Варшаве (1556, 1563, и множество раз после 1568 года).